# Am Ende der Welt (1947)
Am Ende der Welt ist ein deutsches Filmmelodram aus den Jahren 1943/44 von Gustav Ucicky mit Brigitte Horney und Attila Hörbiger in den Hauptrollen.

## Handlung
Am Ende der Welt, wie der Filmtitel verheißt, mitten im Wald – dort befindet sich das Sägewerk des bereits seit 20 Jahren verstorbenen Bell, das dessen Verwalter, der knorrige, erdverbundene Michael March, gewissenhaft und im Sinne des einstigen Besitzers führt. Die Firmenerbin, Roberta Bell, hat sich seitdem hier nicht sehen lassen, und so ist March um so erstaunter, als er sie eines Tages in seiner Kammer auf seinem Bett liegend antrifft. Die Sängerin will in der großen Stadt ein eigenes Kabarett eröffnen, und dafür benötigt sie eine ordentliche Stange Geld. Insgesamt 50.000 Mark, so fordert Roberta, solle March aus dem Betrieb für ihr unsolides Vorhaben abzweigen. Der aber macht ihr klar, dass er unmöglich soviel Geld der eh schon belasteten Firma entziehen könne, ohne diese endgültig zu ruinieren. Roberta besteht jedoch auf die Auszahlung und schlägt March vor, doch die Bäume auf dem Lorenzberg zu fällen, um das benötigte Geld zu beschaffen. Bei diesem Vorschlag treibt es Michael die Zornesröte ins Gesicht, denn erstens begreift sich March als Ökologe, der nicht einfach wild Bäume fällt, und zweitens sind die Bäume bereits älter als 40 Jahre und stehen somit unter Naturschutz.
Roberta nimmt March mit in die Stadt und ernennt ihn zum Sägewerksdirektor. Sie folgt damit den Einflüsterungen ihres Finanzberaters, des durchtriebenen jüdischen Bankdirektors Grabowski. Dieser Mann überredet March dazu, die bereits finanziell belasteten Bäume des Bell-Waldes zu verpfänden, damit Roberta an ihr Geld kommt. Dies aber ist strafbar und führt dazu, dass der nichts ahnende, gutmütige Thomas geradewegs ins Gefängnis wandert. Roberta ist erschüttert, dass Grabowski sie hintergangen und damit March, an dem ihr etwas zu liegen beginnt, hinter Gittern gebracht hat. Nun singt sie Abend für Abend in ihrem Kabarett, um diejenige Summe zusammenzubringen, deretwegen March verurteilt wurde. Schließlich kann die Sägewerksbesitzerin sogar in einem Revisionsverfahren die Freiheit Marchs erwirken. Der naturverbundene, naive Waldbursche ist derweil von der Schlechtigkeit der Menschen tief enttäuscht und seelisch gezeichnet. Er geht wortlos an Roberta vorbei, als sie vor dem Gefängnis auf ihn wartet, und kehrt in sein vertrautes Umfeld, den Wald am Ende der Welt, zurück. Roberta gibt nicht auf, doch er bestraft auch fortan seine Chefin mit eisernem Schweigen und Nichtachtung. Erst als Roberta deswegen eines Tages weinend zusammenbricht, erkennt Michael March, was ihm diese Frau mittlerweile bedeutet. Er läuft zu ihr zurück und nimmt Roberta fest in seine Arme. Nun können beide eine gemeinsame Zukunft beginnen.

## Produktionsnotizen
Die Dreharbeiten zu Am Ende der Welt begannen am 28. Februar 1943 und zogen sich bis Mitte Juni desselben Jahres hin. Gedreht wurde in Bergreichenstein (Sägewerksaufnahmen), Unterreichenstein, Hochreuth und Hammern-Eisenstraß (Bahnhofsaufnahmen), Malmeritz bei Brünn, auf dem Spielberg, in Wien (Landgerichtsaufnahmen) und in Mayerling.
Gegen Ende 1943 sprach die reichsdeutsche Filmzensur ein vorläufiges Aufführungsverbot aus, das im darauf folgenden Jahr 1944 trotz einiger die Handlungsabläufe ändernden Nachdrehs, die ein Verbot verhindern sollten, mehrmals bestätigt wurde und am 10. August 1944 als endgültig bezeichnet wurde. Die Gründe dafür sind nicht vollkommen klar, möglicherweise schienen dem Propagandaministerium einige Passagen des Stoffs zu düster bzw. die Grundtendenz der Geschichte zu pessimistisch. Die Premiere des Films verzögerte sich daraufhin bis in die Nachkriegszeit, als der Streifen am 4. Juli 1947 in Wien erstmals gezeigt wurde. Nun wurde als Zweittitel auch Die Erbin der Wälder eingeführt. Die deutsche Premiere fand in Heidelberg am 9. März 1951 statt, in Berlin konnte man Am Ende der Welt erstmals am 24. April 1951 in Augenschein nehmen.
Heinz-Joachim Ewert übernahm die Produktionsleitung, Werner Schlichting und Fritz Jüptner-Jonstorff gestalteten die Filmbauten. Hill Reihs-Gromes zeichnete für die Kostüme verantwortlich. Herbert Janeczka sorgte für den Ton.
Dass dieser Film ursprünglich von filmstaatlicher Seite als wichtige Großproduktion konzipiert worden war, zeigen die (für damalige Verhältnisse) hohen Gagen, die selbst den nicht vor der Kamera agierenden Teilnehmern gezahlt wurden. Demzufolge erhielt Drehbuchautor Gerhard Menzel 40.000 RM und Komponist Willy Schmidt-Gentner 17.500 RM. Beide lagen damit weiter über dem Gagen-Durchschnitt. Der seit 1941 zur Kollaboration mit dem nationalsozialistischen Film genötigte polnische Schauspieler Gottlieb Sambor, der hier mit der Darstellung eines jüdischen Bankiers erneut eine Negativrolle übernehmen musste, erhielt immerhin noch eine Tagesgage von 500 RM.
Drei Musiktitel wurden gespielt:
- „Am Ende der Welt“ (Mimi Thoma sang für Brigitte Horney).
- „Eine Frau so wie ich“ (Es sang Trude Hesterberg).
- „Ich weiß ein Lied aus alter Zeit“ (Mimi Thoma sang für Brigitte Horney).

## Rezeption und Kritiken
In film.at heißt es: „Der Film wurde verboten. Zu problematisch waren die Protagonisten: Michael ist ein sturer Individualist, der Fehler macht und die Konsequenzen zieht. Roberta kämpft für ihren Traum, mit unlauteren Mitteln zwar, aber sie bleibt immer sympathisch. Der Bankier ist gemein, verzichtet jedoch mit Würde. Lauter Charaktere, die verunsichern und selbst verunsichert sind, Spiegel einer Zeit, in der der »totale Krieg« bereits tobte, einer Zeit, in der das Thema Stadtflucht eine neue Dimension bekommen hatte und nicht mehr nur als reaktionäre Zivilisationskritik zu deuten war. Nach Kriegsende wurden die antisemitischen Ausfälle getilgt und der Film kam in die Kinos.“
Im Lexikon des Internationalen Films heißt es: „Kolportage-Vehikel für die Präsentation der Diseuse Trude Hesterberg.“
Eine weitere Kritik resümierte: „Erlesen die Photographie, konfus die Handlung. Dieser schon 1943 gedrehte Film wurde verboten, verändert und wahrscheinlich verschlechtert. Ort und Zeit der Handlung werden nicht benannt, Horney und Hörbiger haben für sie kaum passende Rollen und das Geschehen ist wenig plausibel.“